# Doubs (departament)
Doubs (wymowaⓘ) – francuski departament położony w regionie Burgundia-Franche-Comté. Departament oznaczony jest liczbą 25. Departament został utworzony 4 marca 1790 roku.
Według danych na rok 2012 liczba zamieszkującej departament ludności wynosi 527 770 os. (100 os./km²); powierzchnia departamentu to 5234 km². Ośrodkiem administracyjnym (prefekturą) i największym miastem departamentu jest Besançon.
W 2023 roku w skład departamentu wchodziło 571 gmin (lista).

## Miejscowości
Największe miejscowości departamentu (w nawiasach liczba ludności w 2021 roku):

- Besançon (119 198)
- Montbéliard (25 573)
- Pontarlier (17 849)
- Audincourt (13 944)
- Valentigney (10 765)
- Morteau (6867)
- Grand-Charmont (5857)
- Seloncourt (5784)
- Valdahon (5724)
- Bethoncourt (5308)
- Villers-le-Lac (5228)
- Baume-les-Dames (4991)
- Saint-Vit (4986)
- Mandeure (4731)
- Ornans (4422)
- Maîche (4244)
- Pont-de-Roide-Vermondans (4030)
- Sochaux (3795)
- Étupes (3715)
- Bavans (3585)
- Hérimoncourt (3575)
- Doubs (3272)
- Exincourt (3245)
- Saône (3148)
- Voujeaucourt (3130)
- Les Fins (3109)
- Thise (3000)